# Thionck-Essyl
Thionck-Essyl ist eine kleine Stadt im Südwesten Senegals. Sie liegt im Département Bignona der Region Ziguinchor.

## Geographische Lage
Thionck-Essyl liegt im Westen der Casamance in einem Gebiet, das zusammen mit einer Reihe von Dörfern auf drei Seiten von einem der Gezeitenströmung ausgesetzten kilometerbreiten Mangrovensystem voller stark mäandrierender und vielfach verzweigter Wasserläufe umgeben ist. Im Süden ist der Mündungstrichter des Casamance-Flusses 14 Kilometer entfernt, im Westen reichen die amphibischen Feuchtgebiete des Marigot de Diouloulou bis nahe an den Stadtrand, und 10 Kilometer weiter im Norden beginnt als dessen linker östlicher Seitenarm die Uferzone des Marigot de Baila. Auch von Osten ist der Zugang in dieses Gebiet eingeschränkt durch den unbesiedelten und unwegsamen Forêt Classée de Tendouck.
Die Stadt liegt 30 Kilometer westlich der Départementspräfektur Bignona und 35 Kilometer nordwestlich der Regionalpräfektur Ziguinchor.

## Geschichte
Das Dorf Thionck-Essyl erlangte 1990 den Status einer Commune (Stadt).

## Bevölkerung
Die letzten Volkszählungen ergaben jeweils folgende Einwohnerzahlen:
| Jahr | Einwohner |
| ---- | --------- |
| 1988 | …         |
| 2002 | 8006      |
| 2013 | 8389      |

## Verkehr
Thionck-Essyl wird nicht von dem Fernstraßennetz in Senegal erschlossen. Eine Verbindung zur N 5 und nach Bignona bietet einzig eine 44 Kilometer lange teilweise asphaltierte Stichstraße, die wegen des Forêt de Tendouck einen Umweg nach Südosten über Tendouck und Elana macht. und das Nordufer des Marigot de Bignona begleitet.